# Megan Kraft
Megan Kraft (San Diego, 27 de setembro de 2002) é uma jogadora de voleibol de praia estadunidense.

## Carreira
Filha do remador da classe aberta ou peso pesado da Marinha Heidi (1984-1988)e Mike Kraft, é irmã gêmea do basebolista universitário Brian e tem uma irmã chamada Kathleen; na família sua tia Terese Kraft jogou vôlei na CSU Dominguez Hills. Conquistou por três anos atuando como ponteira no time do Colégio Torrey Pines sob o comando do técnico Brennan Dean. No vôlei de praia, foi a atleta número um pela Volleyball Magazine em 2019 e conquistou os títulos da Avocado West League e da CIF San Diego, conquistou o Campeonato Estadual da Califórnia e conquistou o título nacional em 2019.
Em 2018, formou dupla com Delayne Maple na etapa de Hermosa Beach do circuito da AVP  e  ao lado de Maya Harvey terminou na nona posição no Campeonato Mundial Sub-19 em Nanquim. No ano de 2019, retomou a dupla com Delayne Maple, obtendo como melhor resultado a quinta posição na etapa de Hermosa Beach,  e no circuito mundial de 2020, conquistaram o quarto lugar no torneio uma estrela em Guam.
Em 2021, esteve com Delayne Maple na conquista da medalha de ouro na edição do Campeonato Mundial Sub-19 sediado em Phuket, e esteve ao lado de Savvy Simo e Tīna Graudiņa no circuito da AVP, terminando em sétimo em Atlanta e em quinto na etapa de Manhattan Beach, respectivamente. No Circuito Mundial de 2021, disputou o torneio duas estrelas em Brno ao lado de Sara Hughes obtendo o nono lugar e no quatro estrelas de Itapema esteve com Kimberly Hildreth.
Em 2022, esteve ao lado de Emily Stockman no circuito da AVP, obtendo o terceiro lugar em Nova Orleans, quinto lugar na etapa de Manhattan Beach e o nono em Chicago. Estiveram juntas também no circuito mundial de 2022, terminando em quinto lugar no Challenge de Kuşadası, depois com Savvy Simo obteve o título no Future de Baliquesir e ao lado de Emily Stockman obteve o título no Future de Białystok, depois, juntas terminaram na nona posição nos Elite 16 de Gstaad e Paris, nos Challenges de Espinho e Agadir, quarta posição no Challenge das Maldivas, quinto lugar no Elite 16 de Cidade do Cabo, nono lugar no Elite 16 de Uberlândia, quarto lugar no Challenge de Torquay e terminando na nona posição no Elite 16 de Torquay.
Na temporada de 2023, renova com Emily Stockman, e disputaram o circuito da AVP, obtendo o terceiro lugar em Manhattan Beach; já no circuito mundial, conquistaram o nono lugar nos Challenges de La Paz e Jūrmala  e o quinto lugar  no Challenge de Espinho, a partir do Elite 16 em Paris jogou ao lado de Terese Cannon obtendo a quinta posição no Challenge Nuvali, conquistaram ainda o título do Finals do Campeonato NORCECA de 2023 em Juan Dolio  e terminaram na nona posição do Campeonato Mundial de 2023 em Tlaxcala de Xicohténcatl.
Ao lado de Terese Cannon, conquistou em 2024, o quinto lugar na etapa de Huntington Beach, pelo circuito da AVP, e no circuito mundial, obtiveram juntas, o segundo lugar no Elite 16 em Gstaad  e o bronze no Elite 16 em Viena.

## Títulos e resultados
- Future de Białystok do Circuito Mundial de 2022
- Future de Baliquesir do Circuito Mundial de 2022
- Elite 16 de Gstaad do Circuito Mundial de 2024
- Elite 16 de Viena do Circuito Mundial de 2024
- Challenge de Torquay do Circuito Mundial de 2022
- Challenge das Maldivas do Circuito Mundial de 2022
- 1* de Guam do Circuito Mundial de 2020